# Crisis de Bizerta
La Crisis de Bizerta (en francés: Crise de Bizerte, en árabe, أحداث بنزرت - ʾUnḥdāth Bīzart) ocurrió en julio de 1961 cuando el presidente Habib Burguiba impuso un bloqueo naval a la base militar francesa de Bizerta, Túnez, con la esperanza de forzar su evacuación. Las fuerzas tunecinas rodearon y bloquearon la base naval con el fin de obligar a la Armada Nacional francesa a abandonar sus últimas posesiones en el país norteafricano.
La crisis culminó en una batalla de tres días entre las Fuerzas Armadas francesas y las tunecinas, en la que soldados tunecinos, paramilitares y voluntarios civiles apresuradamente organizados se enfrentaron a los franceses en fuertes combates callejeros, siendo forzados a retroceder por las fuerzas francesas, muy superiores. Los franceses invadieron la ciudad el 23 de julio de 1961.
Los enfrentamientos se saldaron con la muerte cerca de 27 soldados franceses y 632 tunecinos (de los cuales solo la mitad pertenecía al ejército regular). También se cuentan un centenar de heridos franceses y unos 1500 heridos tunecinos. Inicialmente, las Naciones Unidas no pudieron llevar a cabo ningún tipo de acción sustancial contra los franceses, lo que enfureció a las autoridades tunecinas. Los franceses finalmente entregaron Bizerta el 15 de octubre de 1963, después de la conclusión de la guerra de Independencia de Argelia.

## La base naval de Bizerta
El origen de la base naval de Bizerta se encuentra en un puerto construido por los fenicios, al cual denominaron "Akra". Posteriormente fueron los romanos quienes lo convirtieron en la capital de una región bajo el nombre de Hippo Diarrhytus. Finalmente, los árabes lo llamaron Ben Zert (“Hijo del canal” en árabe), siendo conquistado por el comandante turco Sinan Pasha en 1574.
El puerto de Bizerta se sitúa en las inmediaciones de Cap Blanc, en el extremo noreste de Túnez, y constituye el puerto más septentrional del norte de África. Por lo tanto, la zona es un punto de paso obligatorio para los barcos que transitan por el camino más corto entre Gibraltar y Suez.
El puerto se compone de dos conjuntos: el lago y el estrecho (canal que comunica el lago con el mar mediterráneo). El lago, el más grande del norte de África, fue a principios del siglo XX el principal interés para el asentamiento de la Marina francesa en la zona de Bizerta.  Con una profundidad media que oscilaba entre los 9 m y los 12 m, ofrecía la posibilidad de albergar la artillería naval de la época, así como grandes concentraciones de buques de guerra.
Mientras que a finales del siglo XX era sólo un pequeño puerto situado en el noreste de Túnez, tras los trabajos de dragado de su canal y la conexión con el mar Mediterráneo en 1890, la base naval de Bizerta se transformó en vísperas de la Segunda Guerra Mundial en una de las bases navales francesas más importantes del Mediterráneo.
Bizerta acogió así mismo a parte de la flota republicana española estacionada en el Arsenal de Cartagena hacia el final de la guerra civil española. El 7 de marzo de 1939, a menos de un mes para el fin de la guerra, atracaron en el puerto tres cruceros, ocho destructores y un submarino, con unos 4000 marinos y 300 civiles en busca de refugio.
A pesar de estar situada más tierra adentro que otras base navales, el progresivo desarrollo de la aviación provocó que la base naval fuera vulnerable frente a los bombardeos aéreos. Además de esto, su estrecho canal de acceso reducía las posibilidades de escapar en caso de un ataque sorpresa. No obstante, lo cierto es que aún después de 1945, seguía siendo una de las bases más desarrolladas de la Armada francesa, un excelente arsenal secundario y, sobre todo, ocupaba una ubicación estratégica que justificaba la presencia de una importante base naval.

Zona militar de Bizerte-Ferryville

Zona militar en el sur de Túnez

## Desarrollo del conflicto

### Antecedentes
La historia de la crisis de Bizerta se remonta bastante atrás en el tiempo. El asunto se extendió desde 1956, fecha de la independencia de Túnez, hasta 1963, cuando finalmente las últimas fuerzas francesas evacuaron la base.
El comienzo de la década de 1950 vio un renovado interés en la base de Bizerta. El continuo deterioro de las relaciones Este-Oeste desde 1946 y la firma del Pacto Atlántico en 1949 llevaron a una redefinición de la importancia estratégica del teatro mediterráneo. Esta nueva orientación estratégica marcó, por tanto, el inicio de un renovado interés por el mediterráneo y revalorizó la importancia de Bizerta.
Inicialmente, la proclamación de la autonomía interna de Túnez no cuestionó la presencia militar francesa en suelo tunecino. Según los términos de los acuerdos de autonomía interna firmados el 3 de junio de 1955, Francia seguiría conservando su autoridad militar. De este modo, la conservación del statu quo para las cuestiones de Defensa debería permitir el mantenimiento en todo el territorio tunecino de las ventajas y responsabilidades francesas en este ámbito.
La independencia de Túnez el 20 de marzo de 1956 tuvo lugar sin Bizerta. A partir de este momento, quedó claro para las nuevas autoridades tunecinas que mientras que parte del territorio tunecino siguiera siendo utilizado por un ejército extranjero, la independencia del país será incompleta. La proclamación de la independencia de Túnez volvió  por tanto a poner de relieve el asunto del control de la base naval de Bizerta, e hizo que Francia perdiera toda legitimidad en materia de defensa del territorio. No en vano, el 22 de marzo de 1956, dos días después de la proclamación de la independencia, Bourguiba definió su objetivo: "Tras un período de transición, todas las fuerzas francesas deberán evacuar Túnez, incluida Bizerta".
No obstante, el interés de Francia por mantener la presencia militar aumentó aún más tras el inicio de la guerra de Independencia de Argelia en 1954. El apoyo tunecino a la independencia de Argelia no hizo sino aumentar el recelo francés, ante declaraciones del presidente Bourguiba como las del 23 de mayo de 1956, donde declaraba: "Consideramos la libertad de fraternal pueblo argelino, no sólo deseable, sino indispensable para proteger y apoyar nuestra propia independencia”.
En este contexto Francia necesitaba la base de naval de Bizerta. Dotada de radares navales y aéreos, la base militar se convirtió en una herramienta eficaz para la vigilancia marítima y la lucha contra el tráfico de armas. Mientras duró este conflicto, el ejército francés tuvo que poder disponer ella, aunque fuera incluso por la fuerza. Si Francia permaneció en Bizerta después de la independencia de Túnez, es principalmente por razones ligadas a su difícil y dolorosa separación de Argelia. No se puede por tanto entender el mantenimiento francés en Bizerta sin considerar su íntima correlación con la guerra de Argelia. No en vano, en octubre de 1958, en el apogeo de los combates, las tropas francesas estacionadas en Bizerta ascendían a 13.000 hombres más.
La tensión entre ambos países se recrudece tras el bombardeo del pueblo de Sakiet Sidi Youssef. Esta ciudad, situada en la frontera con Argelia, se había convertido en el santuario de la resistencia argelina. El 8 de febrero de 1958, el ejército francés en Argelia, alegando que un avión había sido alcanzado y obligado a aterrizar en Tebessa, bombardeó en represalia la ciudad Sakiet Sidi Youssef, matando a 72 personas, incluidos 12 niños, todos ellos tunecinos. En este incidente resultaría así mismo herido el oficial Zine El Abidine Ben Ali, quien posteriormente se convertiría en presidente de Túnez en 1989.
Como reacción al bombardeo, Bourguiba ordenó diversas medidas contra los intereses franceses, entre ellas el bloqueo de la base. Este bloqueo se mantendrá hasta junio de 1958, cuando el general De Gaulle, accedió a una de las principales demandas del poder tunecino, la evacuación de las tropas francesas de Túnez, salvo la base naval de Bizerta, que seguiría siendo el último enclave militar francés en suelo tunecino.
Posteriormente, el 17 de febrero de 1959, Bourguiba hizo una sorprendente propuesta ante la Asamblea Nacional de Túnez: "(...) Creo que podemos aceptar una base francesa si esta ocasión puede acelerar la paz en Argelia, facilitar la concordia y abrir oportunidades económicas y políticas que representen para Francia en el norte de África una paz sólida ... ". No obstante, París hizo oídos sordos a la propuesta. Ciertamente, con esta asombrosa proposición, el presidente tunecino quiso aparecer como intermediario y protagonista factor decisivo que podría aportar una solución al conflicto argelino.

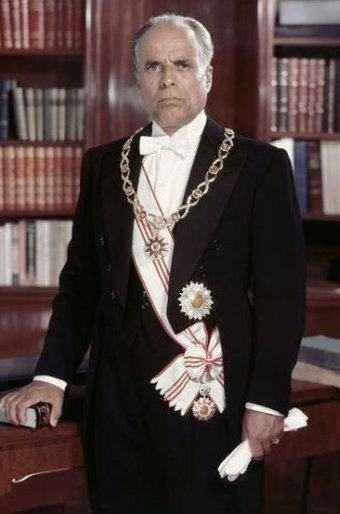
Habib Bourguiba. Presidente de la República tunecina

### Escalada de tensión
En la cumbre de Rambouillet el 27 de febrero de 1961 Bourguiba planteó de nuevo a De Gaulle el problema de Bizerta, exigiendo evacuación de las fuerzas armadas francesas. A este respecto De Gaulle sostuvo que  “La posición estratégica de Bizerte, de la misma manera que Brest, Toulon y Mers El-Kébir en Argelia, representaba un eslabón en la cadena de bases necesarias para la defensa francesa y para su sistema atómico”.
Si bien en su biografía Mémoires d’Espoir Charles de Gaulle afirmó haber fijado un año de plazo para la evacuación militar francesa de la base naval de Bizerta, este extremo ha sido puesto en duda por políticos como el presidente de la República Béji Caïd Essebsi, quien afirmó que de haberse establecido dicho plazo para la evacuación la cumbre hubiera tenido un alcance mucho mayor, el presidente Bourguiba habría revelado inmediatamente este hecho a sus colaboradores, así como al pueblo tunecino, pudiéndose haber evitado el estallido de los combates en julio de 1961.
De este modo, el curso de la crisis que condujo a la Batalla de Bizerta en julio de 1961 se basa en parte en las certezas contrapuestas mantenidas por dos jefes de Estado igualmente celosos de la salvaguardar su soberanía nacional. De un lado Charles De Gaulle consideró que había hecho suficientes concesiones en Rambouillet al prometer la evacuación de Bizerta un año después, en febrero de 1962. No podía ceder más a los golpes de Bourguiba sin debilitar su propia posición frente al FLN argelino. Bourguiba por su parte pretendía revivir su imagen de combatiente, arrancando por la fuerza si fuera necesario, la base naval de Bizerta a los franceses.
Fue a partir de junio de 1961 cuando se empezó a sentir la tensión tanto en el terreno como en el plano diplomático. El 4 de mayo de 1961, el vicealmirante francés que encabeza la base estratégica de Bizerte, Maurice Amman, anunció al gobierno tunecino el inicio de las obras para ampliar la pista de aterrizaje de Sidi Ahmed, desbordando 1,50 metros en el territorio tunecino, y que servirían como casus belli para Bourguiba. La realización de estos trabajos, que se iniciaron en el mes de abril, era necesaria a fin permitir la sustitución de las embarcaciones Mistral del 7.º Escuadrón por los Mystere IV, más eficientes. Los trabajos fueron inmediatamente denunciados por los tunecinos que vieron en ellos un aumento del potencial militar de la base. Las tropas tunecinas tomaron una posición para prohibir el trabajo.

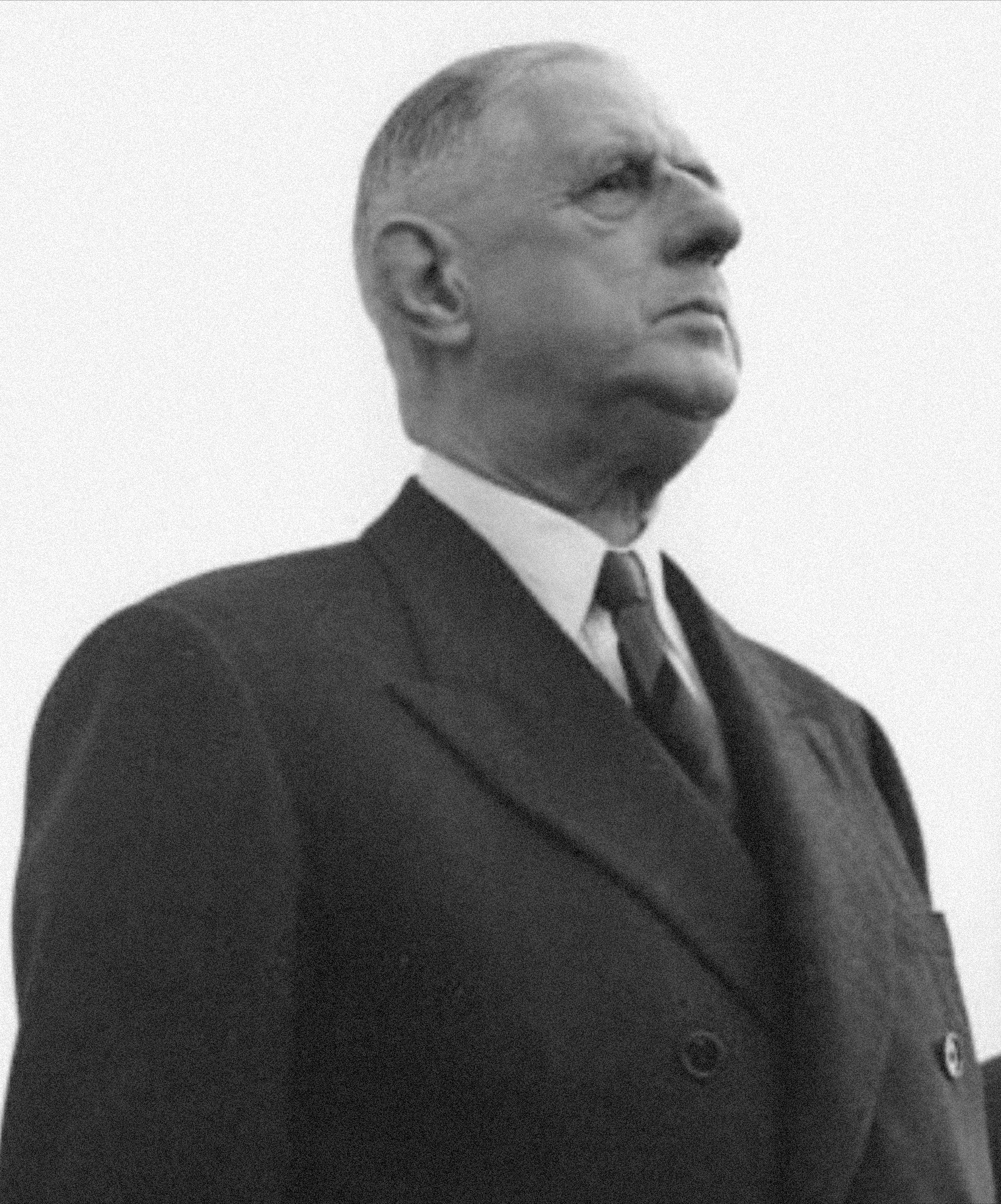
Charles De Gaulle.

### Movilizaciones políticas y diplomáticas
El día 28, el Secretario de Estado de Defensa de Túnez afirma que, para él, el trabajo en curso en Sidi Ahmed viola el statu quo. El vicealmirante Amman protestó, pero sin embargo se resignó a su suspensión, para calmar la controversia. Durante este tiempo, los tunecinos comenzaron a construir un muro bordeado de alambre de espino que rodeaba la base y el eje de la pista, lo que irritó profundamente a los franceses y aumentó la tensión. El 1 de julio, el gobernador de Bizerta prohibió de forma permanente a las empresas privadas tunecinas trabajar para la base.
El 3 de julio, el mismo Secretario de Estado visitó Bizerta, y cuando examinó el muro construido por los tunecinos, fue aplaudido por los activistas de Neo-Destour que también exigieron la evacuación de la base de Bizerta. Del 7 al 13 de julio, las manifestaciones en todo el país se vuelven diarias ya que cerca de 6.000 jóvenes reclutados por la organización juvenil de Neo-Destour se han ofrecido como voluntarios para ir a Bizerta. Se cavan kilómetros de trincheras alrededor de la base aérea. 
El día 7, Bourguiba envió al hombre en quien más confiaba, su jefe de gabinete Abdallah Farhat, a entregar una larga carta a De Gaulle para instarlo a satisfacerle sobre el asunto de Bizerta en la que expresaba lo siguiente: “En el vasto movimiento de descolonización, Túnez se ha puesto a la cabeza del pelotón: hoy, sin poner en peligro su posición, su autoridad y sus intereses vitales, continúa sufriendo usurpaciones de su soberanía y ataques contra su integridad territorial”. Después de leer esta carta, Farhat le pregunta si "ya puede transmitir una primera respuesta al presidente Bourguiba en Túnez", pero De Gaulle responde que dará "[su] respuesta al presidente tunecino a su debido tiempo.”

### Ultimátum
Tras estos acontecimientos, Bourguiba decide entonces exigir la evacuación inmediata de este territorio por parte de las tropas francesas y la delimitación precisa de las fronteras del sur del país -la vecina Argelia sigue siendo francesa-, en particular cerca de los pozos petrolíferos de Edjelé de donde proviene el oleoducto que transporta el petróleo argelino a Túnez. Al mismo tiempo, el ejército tunecino fue puesto en alerta máxima el 13 de julio a la medianoche.
Finalmente, se establece el ultimátum para el 19 de julio a la medianoche. Ya desde el 18 de julio, son perceptibles importantes movimientos de tropas tunecinas, y se comienza la construcción de trincheras, pozos de registro, puestos de tiro y barricadas. Finalizado el plazo del ultimátum, Bourguiba anuncia el bloqueo de la base francesa: tres batallones tunecinos, reforzados con artillería, instalan esa mañana controles destinados a prohibir todo movimiento entre los recintos militares. Al mismo tiempo, el ejército tunecino se prepara para el combate, ocupando las trincheras que ha estado cavando desde el 4 de julio.
En sus memorias, De Gaulle afirma haber previsto tal escenario: “Bourguiba estimó que París retrocedería ante la decisión de lanzar una acción a gran escala ... por lo que esperaba que se abriera una negociación sobre la base de los hechos consumados, y en consecuencia satisfacer sus pretensiones... no admito que le se falte así a Francia”.
Para defenderse, el vicealmirante Amman parece disponer de 7.700 hombres. Las fuerzas marítimas y aéreas parecían suficientes, especialmente porque podían utilizar el aeródromo de Sidi Ahmed. Sin embargo, Ammán, con 2.000 hombres en tierra, tuvo que defender recintos militares aislados en un perímetro de unos treinta kilómetros.

### Combates

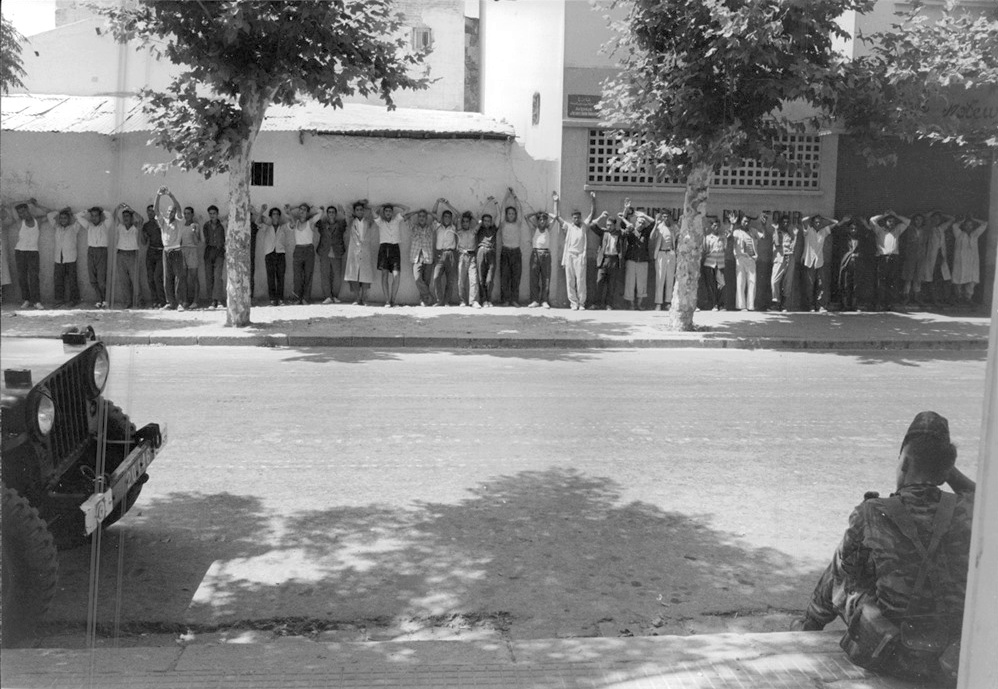
Combates en las calles de Bizerta, julio de 1961

El general De Gaulle, para no ceder al chantaje de Bourguiba, ordena la intervención militar, y se lanza inmediatamente la Operación Bouledogue. A las 13.30 horas del 19 de julio, el gobierno tunecino emitió por radio el siguiente comunicado de prensa: “El sobrevuelo de la región de Bizerta y el sur de Túnez desde Gabès está prohibido para todos los aviones. Esta medida tiene como objetivo en particular los aviones militares franceses que, según admitió el ministro francés de Información, operan y seguirán operando transportes en paracaídas en la base de Bizerte. Se ha ordenado a las fuerzas tunecinas que abran fuego contra cualquier avión militar francés que viole el espacio aéreo tunecino ”.
Con posterioridad, los hombres del 2.º Regimiento de paracaidistas de Infantería de marina se lanzaron en paracaídas sobre Sidi Ahmed para reforzar la defensa de las instalaciones francesas, siendo capturados por el ejército tunecino. A las 17.55 horas, Ammán fue informado mediante un telegrama del Ministerio de Defensa francés que estaba autorizado a abrir fuego y responder a cualquier ataque. Después de interminables minutos, el vicealmirante Amman, comandante de la base estratégica de Bizerta, dio la orden de abrir fuego.
A la 1:15 a. m. del 20 de julio, de 300 a 400 tunecinos atacaron la puerta del arsenal de Sidi-Abdellah con granadas incendiarias y cargas explosivas. Con la provocación tunecina claramente establecida, Ammán le dio al almirante Picard-Destelan libertad de maniobra para volar los controles de carretera que los tunecinos habían instalado el día anterior. Una vez que las tropas francesas se lanzaron en paracaídas sobre Bizerta, la Operación Bouledogue fue reemplazada por la Operación Charrue longue, durante la cual las fuerzas francesas atacaron las baterías del ejército tunecino, y por el plan Ficelle, cuyo objetivo era liberar el canal del puerto de Bizerta, para abrir el paso entre el mar Mediterráneo y el lago de Bizerta donde se encuentra la base naval.
A las 9:30 a. m. del 20 de julio, Bourguiba firma la siguiente orden a las fuerzas armadas: “El presidente de la República, jefe supremo de las fuerzas armadas, según la constitución, les ordena resistir por todos los medios la ocupación de la ciudad de Bizerta por las tropas francesas. Buena suerte. Que Dios te ayude”.
Los combates continuaron durante tres días, en los que se emplearon artillería, carros de combate y aviones. El ejército tunecino es finalmente aplastado cuando los depósitos de petróleo de Menzel Jemil y la estación de Sidi Ahmed, donde las tropas tunecinas se habían atrincherado, son bombardeados por la fuerza aérea francesa y se establece un bloqueo de la costa por parte de marina francesa. Los franceses obtienen de este modo una victoria relativamente fácil, al ocupar los distritos europeos de Bizerte y las ciudades circundantes.

## Desenlace
El 20 de julio, Bourguiba apeló al Consejo de Seguridad de la ONU, anunciando posteriormente la ruptura de relaciones diplomáticas con Francia. Por la noche, el gobierno provisional argelino publicó un comunicado de prensa ofreciendo su apoyo en términos de hombres y equipamiento, entendiendo que este conflicto iba a acelerar el fin de la guerra de Argelia.

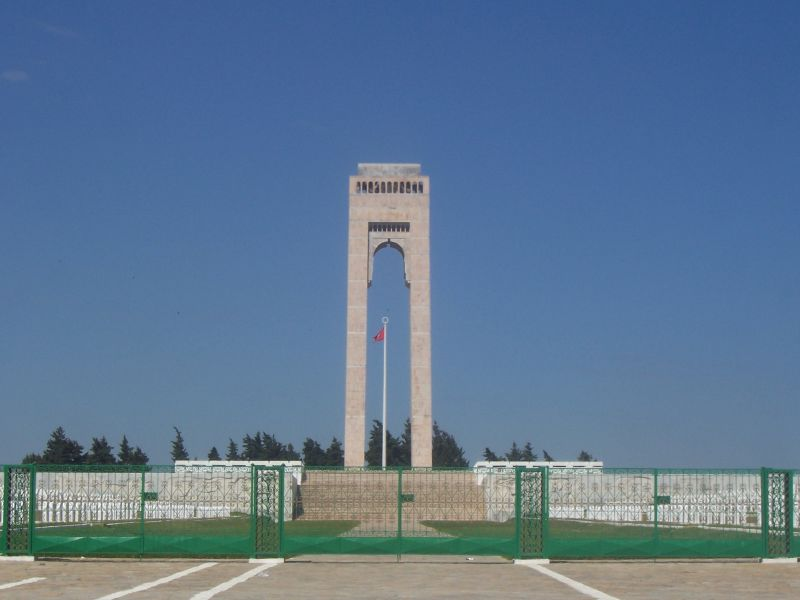
Monumento a los mártires de Bizerta

El Consejo de Seguridad de la ONU se reúne los días 21 y 22 de julio. Todos los Estados miembros votan por la retirada de las tropas francesas - a excepción del Reino Unido, Estados Unidos y la propia Francia - y exigen el inicio de negociaciones, así como un alto el fuego, en una resolución aprobada el 22 de julio con la única abstención de Francia, que se opone firmemente a cualquier retirada del territorio.
Se produjeron combates muy violentos hasta el 23 de julio, en una batalla que estuvo llena de pérdidas humanas. Cerca de 27 soldados franceses y 632 tunecinos (de los cuales solo la mitad pertenecía al ejército regular) murieron en los combates. También se cuenta un centenar de heridos franceses y unos 1.500 heridos tunecinos.
Según un informe de la Media Luna Roja de Túnez, los tres días de hostilidad causaron más de 5.000 muertes. Para el historiador tunecino Mohamed Lazhar Gharbi, la cifra más probable es de 4.000 muertos. Sin embargo, el comunicado de prensa oficial de Túnez reporta un total de 630 muertos y 1.555 heridos. Éste fue finalmente el balance de pérdidas humanas reproducido en el monumento del cementerio de los mártires de Bizerta.
Posteriormente, Ahmed Mestiri, embajador tunecino en Moscú en el momento de los hechos, reconocería que la decisión de llevar a cabo las operaciones que desembocaron en la batalla de Bizerta se tomó en gran medida de manera improvisada, sin la preparación suficiente de medios técnicos, y frente a un ejército francés mejor entrenado y equipado, lo que desembocó en un coste humano desorbitado.

## Consecuencias

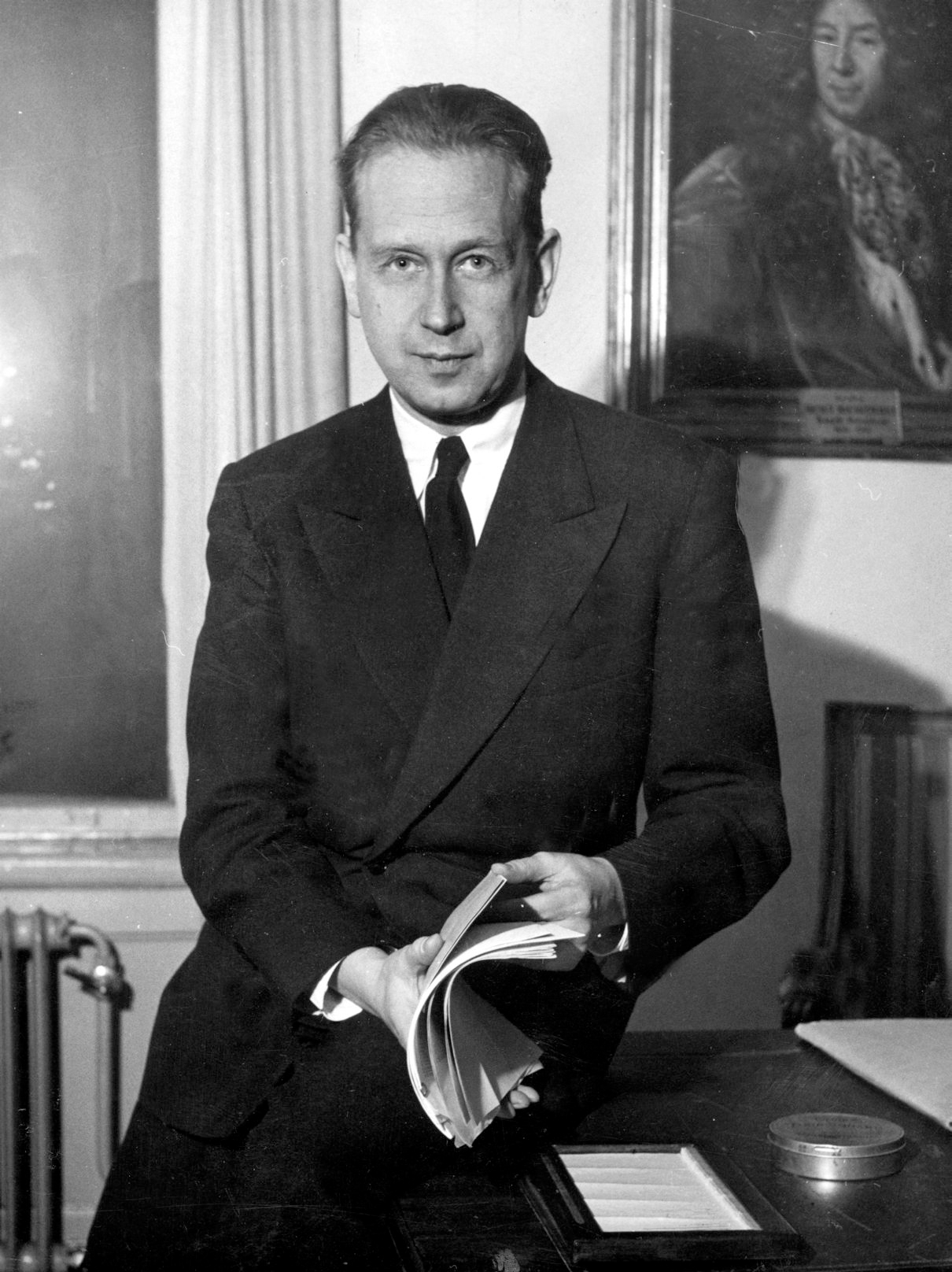
Dag Hammarskjöld, Secretario General de la ONU en 1961

El día 24 de julio de 1961, el secretario general de las Naciones Unidas, Dag Hammarskjöld, llega a Bizerta por iniciativa propia, pero por invitación de Bourguiba. Sin embargo, el gobierno francés aconseja al vicealmirante Ammán no entrevistarse con él, indicando el portavoz del Ministerio de Asuntos Exteriores francés que no le corresponde al Secretario General de Naciones Unidas discutir con un líder militar. Recibido con frialdad, Hammarskjöld debe someterse a un registro a su llegada; el portavoz de la ONU hablaría luego del "desprecio que Francia muestra por las Naciones Unidas".
El 21 de agosto, el problema es abordado por la Asamblea General de las Naciones Unidas. El día 25, esta última condenó a Francia, adoptando una resolución por 66 votos a favor frente a ningún voto en contra y 30 abstenciones, en ausencia de la delegación francesa, que inmediatamente la rechazó.
El 5 de septiembre, tras nuevas manifestaciones lideradas por los militantes del Neo-Destour, el general De Gaulle declaró que "Francia no podía ni quería salir de Bizerta" pero que "mientras proclamaba la soberanía de Túnez sobre Bizerta, soberanía que nunca ha sido discutida, en principio, del lado francés y que no lo es ”, había llevado a Bourguiba a admitir que“ mientras este asunto la guerra de Argelia no hubiera tenido éxito no abordaría la cuestión de Bizerta para no complicar las cosas”. El día 7, Bourguiba se declaró "plenamente satisfecho con el reconocimiento de la soberanía tunecina y el deseo francés de salir de Bizerta" a pesar de algunas manifestaciones.
Finalmente, el calendario de la retirada francesa de Bizerta se extendería a más de un año. En enero de 1962, el ejército del aire cedió las instalaciones de la base aérea 156 en Sidi Ahmed a la Base Aérea Naval tunecina de Karouba. Las últimas flotas aéreas francesas abandonaron definitivamente el cielo tunecino en abril. El 1 de julio de 1962 le tocó el turno al arsenal de Sidi Abdallah de ser evacuado. La base en Bizerta será por último evacuada el 15 de octubre de 1963, fecha en la que el último soldado francés abandona suelo tunecino.
Al mismo tiempo, una pequeña multitud, que ha invadido el puerto, comenzó a cantar el himno nacional tunecino y a gritar “¡Yahya Bourguiba!” (“¡Viva Bourguiba!”). Bahi Ladgham, que posteriormente ejercería de primer ministro en Túnez, iza la bandera tunecina en la base y luego anuncia solemnemente por teléfono a Bourguiba: "Misión cumplida". Bizerta fue por tanto, según el término de Bourguiba, la “última secuela de la época colonial”. La ciudad fue conquistada entonces por el júbilo popular que luego se extendió a todo el país. Desde entonces, el 15 de octubre se ha convertido en fiesta nacional en Túnez. Posteriormente, el 15 de diciembre, Bourguiba celebró solemnemente la evacuación francesa de Bizerta en compañía del coronel Gamal Abdel Nasser, el presidente Ahmed Ben Bella, el príncipe heredero de Libia y un representante del rey marroquí Hassan II.